# Bandera de Guerrero
La bandera del estado de Guerrero consiste en un rectángulo de color blanco con proporción de cuatro a siete entre anchura y longitud y en el centro el Escudo de Guerrero, colocado de tal forma que ocupe tres cuartas partes de la anchura. La bandera fue adoptada oficialmente el 25 de octubre de 2019 bajo el mando de Héctor Astudillo Flores, lo cual quedó estipulado en la Ley del Escudo, la Bandera y el Himno.

## Evolución de la Bandera
| Evolución de la Bandera de Guerrero |                 |                                                                     |
| Años                                | Bandera Estatal | Información relevante                                               |
| 2019 a la actualidad                |                 | (4:7) Se aprueba de manera oficial la bandera como símbolo estatal. |